# Stenhuggarmärke

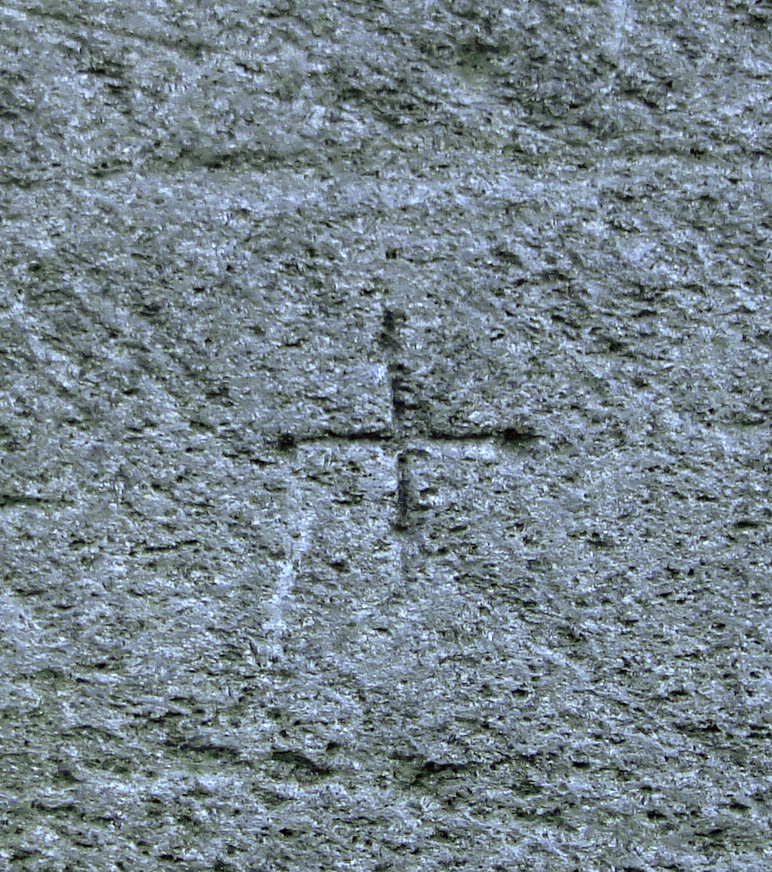
Korsmästarens märke i Nidarosdomen i Norge

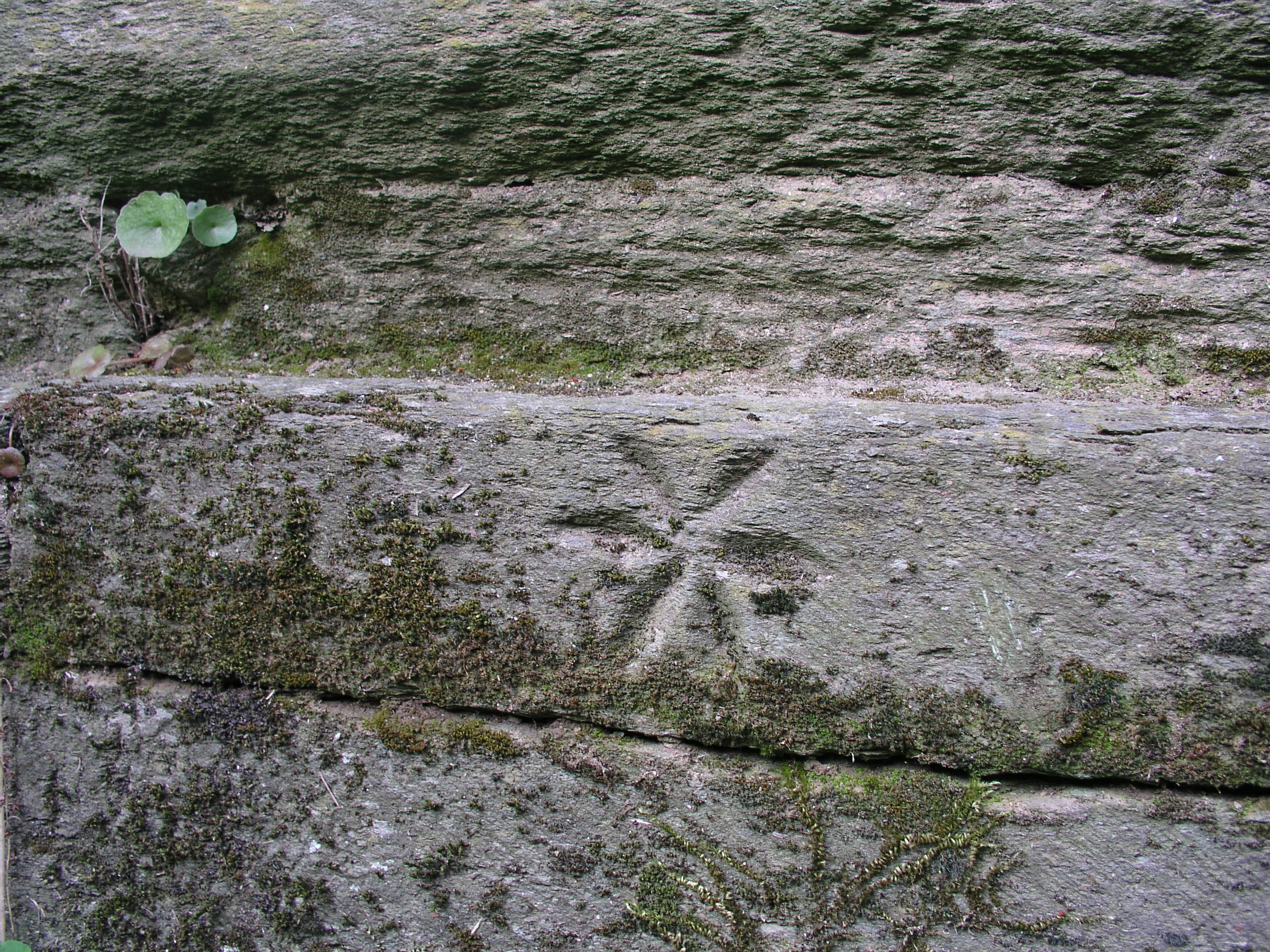
Stenhuggarmärke, 1100/1200-talet. San Juan de San Fiz, León, Spanien.

Ett stenhuggarmärke är ett märke som har huggits in i många stenar i byggnader.
Det finns två slags märken:
- Sammansättningsmärken, som visar var en sten ska placeras.
- Signaturer, bomärken som visar vilken stenhuggare eller vilken verkstad som har levererat stenen.

Det är osäkert när denna märkestradition uppstod, men man antar att det helt enkelt var för att göra arbetet lättare och säkrare med sammansättningsmärken och i fallet bomärken säkra att stenhuggaren eller verkstaden fick korrekt betalning för arbetet.
Det antas att sådana märken kommit i bruk redan under antiken, men det var på medeltiden som traditionen spred sig. I Norge är särskilt Nidarosdomen känd för en stor mängd stenhuggarmärken i murverket från medeltiden. Karakteristiskt för många av dessa märken är att strecken avslutas med borrade hål.